# Concilio di Aquileia
Il concilio di Aquileia fu un sinodo che si aprì il 3 settembre del 381 ad Aquileia.

## Contesto storico
Il concilio di Nicea del 325 aveva definitivamente bandito la dottrina ariana, ma alla morte di Costantino, avvenuta nel 337, l'eresia aveva ripreso vigore prima in Oriente e poi in Occidente, favorita dall'appoggio dell'imperatore Costanzo II. Durante il suo regno, molti vescovi ortodossi furono perseguitati o sostituiti con vescovi ariani.
Morto Costanzo (361) e conclusa la parentesi pagana di Flavio Claudio Giuliano, la dottrina ortodossa rifiorì, grazie soprattutto all'impulso datagli da Teodosio che culminò con l'emanazione dell'editto di Tessalonica. L'eresia ariana era comunque ancora molto diffusa nelle provincie danubiane dell'impero. Artefice principale dell'azione contro l'arianesimo fu il vescovo di Milano Ambrogio, che applicò una politica di attesa, perché quando veniva a morire un vescovo ariano, i nuovi eletti provenivano sempre dalle file ortodosse.
Al posto di Germinio defunto, Ambrogio riuscì a far eleggere Anemio vescovo di Sirmio, città fondamentale non solo perché era la capitale della Pannonia, ma anche perché vi risiedeva l'imperatrice Giustina, che al contrario era una ariana fervente e cercava di contrastare l'impresa del vescovo di Milano.
Prima ancora dell'ordinazione di Anemio, due vescovi danubiani, Palladio di Raziaria (città dell'odierna Bulgaria) e Secondiano di Singiduno, ariani e perciò minacciati di perdere i loro vescovadi, avevano ottenuto dall'imperatore Graziano che la loro causa fosse giudicata in un concilio da tenersi in Aquileia.

## Il sinodo
Vista la situazione, l'ortodossia mirava dunque a debellare definitivamente il fenomeno eretico riconfermando, in sostanza, gli accordi raggiunti durante il concilio di Nicea.
Il concilio fu convocato ad Aquileia, città importantissima dal punto di vista cristiano, perché centro di diffusione verso l'Europa centrale e la Pannonia in particolare. In Aquileia avevano peraltro sede numerose congregazioni e scuole ascetiche che avevano contribuito non poco alla rivincita dell'ortodossia cristiana. Di fatto, il sinodo, cui parteciparono i vescovi del Nord Italia e alcune rappresentanze dalle attuali Francia, Spagna e Africa nord-occidentale, fu un processo contro due vescovi illirici, Palladio di Ratiaria e Secondiano di Singidunum, tra gli ultimi sostenitori dell'eresia ariana.

## Conclusioni del sinodo
Il sinodo si concluse confermando la messa al bando dell'arianesimo e con la scomunica dei due vescovi imputati.
Inoltre fu inviata una lettera del concilio agli imperatori, ma rivolta in particolare a Graziano, che comprendeva Roma nel suo dominio, perché non si prestasse fede all'antipapa Ursino e alle sue calunnie contro papa Damaso.
Per finire in una quarta lettera, pure questa indirizzata agli imperatori, il concilio perorava la causa di Paolino di Antiochia e di Timoteo di Alessandria, e domandava, inoltre, che gli imperatori convocassero in Alessandria un nuovo grande concilio per mettere fine alle divisioni fra i cristiani.

## Vescovi partecipanti
Nella lista dei vescovi presenti al concilio e che si trova agli inizi degli atti conciliari figurano 32 nomi, non accompagnati dalla sede episcopale di appartenenza. Tra le sottoscrizioni alle condanne dei vescovi Palladio e Secondino figurano gli stessi vescovi, spesso accompagnati dalla loro rispettiva sede di appartenenza; oltre a questi 32 vescovi, queste sottoscrizioni menzionano anche la presenza del vescovo di Pavia Evenzio, il cui nome non compare nella lista delle presenze.
Questo è l'elenco dei vescovi come riportato dagli Acta concili Aquileiensis:
- Valeriano di Aquileia
- Ambrogio di Milano
- Eusebio di Bologna
- Limenio di Vercelli
- Anemio (o Anomio) di Sirmio
- Sabino di Piacenza
- Abbondanzio di Trento
- Artemio (di sede ignota)
- Costanzo di Siscia (chiamato anche legato dei Galli)
- Giusto di Lione (legato dei Galli, insieme col vescovo di Siscia)
- Filastrio di Brescia
- Costanzo di Orange
- Teodoro di Sion
- Almachio (di sede ignota)
- Donnino di Grenoble
- Amanzio di Nizza
- Massimo di Emona

- Felice di Zara
- Bassiano di Lodi
- Numidio (di sede ignota)[2]
- Ianuario (di sede ignota)
- Procolo di Marsiglia
- Eliodoro di Altino
- Giovino (di sede ignota)
- Felice (di sede ignota)[3]
- Esuperanzio di Tortona
- Diogene di Genova
- Massimo (di sede ignota)
- Macedonio (di sede ignota)
- Cassiano (di sede ignota)
- Marcello (di sede ignota)
- Eustasio (di sede ignota)

Evenzio di Pavia

## Fonti
Gli atti del Concilio Aquileiense, solo parzialmente traditi, sono conservati in una trascrizione della prima metà del V secolo,  custodita alla Biblioteca nazionale di Francia di Parigi, Cod. lat. 8907, fol. 336r-353v (provenienza: Chartres, abbazia di Saint-Père).